# جفری آنسورث
جفری آنسورث (انگلیسی: Geoffrey Gilyard Unsworth؛ ۱۹۱۴-۰۴ – ۲۸ اکتبر ۱۹۷۸) یک مدیر فیلم‌برداری اهل بریتانیا بود.

## جوایز
وی برنده جوایزی همچون جایزه اسکار بهترین فیلمبرداری شده است.

## برگزیده فیلم‌شناسی
- The Man Within (۱۹۴۷)
- Jassy (۱۹۴۷)
- اسکات از قطب جنوب (۱۹۴۸)
- The Blue Lagoon (1949)
- The Spider and the Fly (1949)
- Double Confession (1950)
- Trio (1950)
- The Clouded Yellow (1951)
- Where No Vultures Fly (1951)
- The Planter's Wife (1952)
- Turn the Key Softly (1953)
- The Million Pound Note (1953)
- The Purple Plain (1954)
- The Seekers (۱۹۵۴)
- A Town Like Alice (1956)
- Jacqueline (۱۹۵۶)
- Tiger in the Smoke (1956)
- Hell Drivers (۱۹۵۷)
- A Night to Remember (1958)
- مرز شمال غربی (۱۹۵۹)
- On the Double (۱۹۶۱)
- The 300 Spartans (1962)
- بکت (۱۹۶۴)
- اتللو (۱۹۶۵)
- چنگیز خان (۱۹۶۵)
- Half a Sixpence (۱۹۶۷)
- The Bliss of Mrs. Blossom (1968)
- ادیسه فضایی (۱۹۶۸)
- The Assassination Bureau (1969)
- The Reckoning (1969)
- Three Sisters (1970)
- کرامول (۱۹۷۰)
- ماجراهای آلیس در سرزمین عجایب (۱۹۷۲)
- کاباره (۱۹۷۲)
- Baxter! (۱۹۷۳)
- زاردوز (۱۹۷۴)
- قتل در قطار سریع‌السیر شرق (۱۹۷۴)
- The Abdication (1974)
- Lucky Lady (1975)
- Royal Flash (۱۹۷۵)
- بازگشت پلنگ صورتی (۱۹۷۵)
- پلی در دوردست (۱۹۷۷)
- سوپرمن (۱۹۷۸)
- نخستین سرقت بزرگ قطار (۱۹۷۸)
- تس (۱۹۷۹)
- سوپرمن ۲ (۱۹۸۰) به همراه Robert Paynter
- Superman II: The Richard Donner Cut (2006) به همراه Robert Paynter